# Saint-Amand-de-Coly
Saint-Amand-de-Coly è un comune francese di 396 abitanti situato nel dipartimento della Dordogna nella regione della Nuova Aquitania.

## Edifici religiosi
- Abbazia di Saint-Amand-de-Coly

## Società

### Evoluzione demografica
Abitanti censiti